# Acanthopotamon martensi
Acanthopotamon martensi е вид ракообразно от семейство Potamidae. Видът е незастрашен от изчезване.

## Разпространение
Разпространен е в Индия (Западна Бенгалия).

## Описание
Популацията им е стабилна.